# 五谷磨房
五谷磨房（英語：Natural Food International Holding Limited, 港交所：01837）全称是五谷磨房食品国际控股有限公司，是一家中国食品公司，董事长是桂常青。

## 历史
2006年由张泽军和桂常青夫妇成立，主要生产豆类，干果，谷物。2009年开设天猫旗舰店。2018年12月12日香港交易所挂牌上市。2019年7月26日百事公司宣布收购26%普通股股份，成为其第二大股东。